# Coturnix japonica
Coturnix japonica (Conhecida popularmente como Codorna japonesa) é uma espécie de ave da família Phasianidae pertencente ao gênero Coturnix.
Essa espécie é encontrada na Ásia Oriental, principalmente na China, Japão e Coreia.
A codorna japonesa é uma espécie que foi domesticada e hoje é utilizada em todo mundo para produção de ovos e carne.